# Vasco de Quiroga (estación del Cablebús)
Vasco de Quiroga es una de las estaciones que forman parte del Cablebús de la Ciudad de México, es la terminal poniente de la Línea 3. Se ubica al poniente de la Ciudad de México, en la alcaldía Álvaro Obregón.

## Información general

### Nombre e iconografía
Recibe su nombre por estar localizada en la Avenida Vasco de Quiroga y esta a su vez por Vasco Quiroga, quien fuera el primer Obispo de Michoacán, además de ser administrador colonial, eclesiástico español y miembro de la Real Chancillería vallisoletana. Fue un defensor de los pueblos originarios tras la Conquista de la Nueva España y fundador del Pueblo de Santa Fe (Ciudad de México) y Santa Fe de la Laguna (Michoacán). El ícono representa la Cruz de Malta, presente en el escudo de armas de Vasco de Quiroga. 

## Conectividad
Red de Transporte de Pasajeros de la Ciudad de México
- Módulo 1 Alcaldía Cuajimalpa:
  - Ruta 115 (Jesús del Monte "Cuajimalpa"-Tacubaya "Av. Jalisco").
  - Ruta 118 (Santa Rosa Xochiac-Tacubaya "Av. Jalisco").

## Sitios de interés
- Pueblo de Santa Fe